# Одоевский, Пётр Иванович
Князь Пётр Иванович Одоевский (28 января (8 февраля) 1740 — 10 (22) апреля 1826) — полковник, известный московский благотворитель.

## Биография
Родился 28 января (8 февраля) 1740 года в семье президента Вотчинной коллегии Ивана Михайловича Одоевского и Дарьи Александровны урождённой Ржевской, дочери предыдущего президента Вотчинной коллегии А. Т. Ржевского.
Получив хорошее домашнее образование, много путешествовал за границей, а по возвращении в Россию поступил в конную гвардию. В 1760 году в чине вахмистра Конной лейб-гвардии находился в Париже дворянином посольства, при графе П. Г. Чернышёве. В 1761 году пожалован к корнеты.
В 1762 году наряду с другими офицерами Конногвардейского полка участвовал в дворцовом перевороте, в результате которого на престол взошла Екатерина II, за что новая императрица пожаловала ему чин подпоручика. В 1771 году стал ротмистром, а вскоре был переведён в армию полковником. Вышел в отставку в 1777 году и остальную часть жизни проводил то за границей, то в Москве, то в своих имениях. Часто и подолгу жил в своём подмосковном имении Болшево.
В 1776 году с высочайшего разрешения пожертвовал село Болшево вместе с храмом в распоряжение Попечительного комитета на содержание учреждённого им "убежища для бедных", на содержание которого пожертвовал 1180 душ. В 1786 году попечительством князя Петра Ивановича, вместо старого деревянного храма началось возведение нового кирпичного Космодамианского храма, который сохранился до настоящего времени. Рядом с Космодамианским храмом в 1800 году была построена «зимняя» церковь Преображения Господня. В 1802 году в Туртени «тщанием» князя был открыт новый каменный храм во имя Казанской иконы Богоматери с тёплым приделом во имя св. мучеников Флора и Лавра, сохранившийся до наших дней.
Умер в Москве 10 (22) апреля 1826 года. Был похоронен, как и его дочь Дарья, при церкви Косьмы и Дамиана в Болшеве.

## Семья
Женат на Елизавете Николаевне Полтевой, происходившей из древнего дворянского рода. В этом браке родилось трое детей: Сергей (род.1790), Николай и Дарья (25 мая 1786 — 2 декабря 1818). Средний сын умер, вероятно, ещё во младенчестве. В Дрезденском сражении погиб старший сын Сергей (ум.1813). Дочь вышла замуж за генерал-лейтенанта графа Осипа Осиповича (Октавия) Декенсона, впоследствии пэра Франции. Но брак оказался бездетным (дети умирали в раннем возрасте). После смерти жены, а вскоре за тем и последней дочери (ум.1818), князь П. И. Одоевский основал в память своей дочери в Москве Дариинский приют, много помогал бедным: у него в доме (Камергерский переулок, 3; сейчас на этом месте находится МХАТ им. А. П. Чехова), под надзором пожилой дамы, всегда жили 2—3 воспитанницы, бедные сироты, которым он давал образование, а потом, обеспечив, выдавал замуж, причём на их место всегда поступали новые.

## Комментарии
1. ↑  Имеются указания Архивная копия от 16 января 2014 на Wayback Machine, что П. И. Одоевский владел селом Ивановским, которое пожертвовал Императорскому Московскому человеколюбивому обществу в память о сыне.